# Asplenium capillipoides
Asplenium capillipoides är en svartbräkenväxtart som beskrevs av Fraser-jenk. Asplenium capillipoides ingår i släktet Asplenium och familjen Aspleniaceae. Inga underarter finns listade.